# Amardis
Els amardis o mardis (en grec antic: Ἀμαρδοί, Μαρδοί, llatí: Amardi, Mardi) van ser una nació o tribu asiàtica que vivia prop dels hircanis, segons Estrabó, i als harmatòtrofs, a la vora de la mar Càspia. Del seu nom derivaria la regió de Margiana o de Mardiene.
Esteve de Bizanci, seguint Apol·lodor, diu que eren una tribu dels hircanis, arquers i lladres famosos. Quint Curci Rufus diu que vivien en muntanyes cobertes de boscos als límits amb Hircània. Sembla que ocupaven la zona muntanyosa del sud de la mar Càspia. Heròdot parla d'una tribu persa nòmada coneguda amb el nom de mardis. Tàcit diu que vivien a Armènia i en altres llocs.